# Wałerija Honczarowa
Wałerija Ołehowna Honczarowa, ukr. Валерия Олеговна Гончарова (ur. 3 stycznia 1988 w Iwano-Frankiwsku na Ukrainie) – ukraińska siatkarka, reprezentantka kraju.
Jej młodsza o rok siostra jest Natalija, również jest siatkarką. Od dłuższego czasu jest zawodniczką Dinama Moskwa.

## Sukcesy klubowe
Mistrzostwo Rosji:
- 2010, 2013, 2015

Puchar Rosji:
- 2013

Puchar Challenge:
- 2014

## Sukcesy reprezentacyjne
z reprezentacją Ukrainy
Mistrzostwa Europy Kadetek:
- 2005

Mistrzostwa Europy Juniorek:
- 2006

z reprezentacją Rosji
Letnia Uniwersjada:
- 2011